# Лермонтова Юлія Всеволодівна
Юлія Всеволодівна Лермонтова (1846/47—1919) — російський хімік-технолог, відома як одна з перших російських жінок-хіміків.

## Життєпис
Її батько, Всеволод Миколайович Лермонтов — генерал, директор Московського кадетського корпусу, був троюрідним братом М. Ю. Лермонтова.
Початкову освіту отримала вдома, куди запрошувалися для приватних уроків кращі викладачі кадетського корпусу.
У 1869 році вона подала прохання про прийом в Петровську сільськогосподарську академію, куди жінок не приймали. Отримавши відмову, вона разом з Ковалевськими поїхала навчатися за кордон, у Гейдельберзькому університеті.
Там, після тривалих клопотів, їй дозволили на правах вільної слухачки відвідувати лекції в університеті та працювати в хімічній лабораторії Роберта Бунзена. У Гейдельберзькому університеті Юлія Лермонтова за рекомендацією Менделєєва виконала своє перше наукове дослідження — складне розділення рідкісних металів, супутників платини.
У 1871 році вона переїхала до Берліна, де в лабораторії Карла Вейєрштрасса вже займалася Софія Ковалевська. Але тут, незважаючи на блискучі рекомендації гейдельберзьких вчених, їм не дозволили ні відвідувати лекції в Берлінському університеті, ні в його лабораторіях. Ю. Лермонтова стала приватним чином працювати в лабораторії Серпня Гофмана, де слухала його лекції. До берлінського періоду відноситься одна з найкращих робіт Лермонтової — «Про склад дифеніну», яка була повідомлена Гофманом на засіданні  Німецького хімічного товариства, а потім опублікована (1872).

Реакція Бутлерова-Ельтекова-Лермонтова — це органічна реакція, яка дозволяє розкладання нафти і нафтопродуктів для отримання максимального виходу ароматичних вуглеводнів.

У 1874 році в Геттінгені їй була присуджена «докторська ступінь з найвищою похвалою» за дисертацію «До питання про метиленові з'єднання». Після поверненні її до Москви Дмитро Іванович Менделєєв влаштував у себе вдома урочисту вечерю, де Ю. В. Лермонтова познайомилася з Олександром Бутлеровим, який запросив її працювати до своєї лабораторії в Петербурзькому університеті. У 1878 році одночасно з Олександром Ельтековим у лабораторії Бутлерова відкрила реакцію алкілування олефінів галоїпохідними жирного ряду; ця реакція лягла в основу синтезу ряду видів сучасного моторного палива.
З 1875 року Лермонтова — член Російського Хімічного товариства (РХО).
У 1878 році разом з В. М. Сєченовим стала восприемницей при хрещенні дочки С. В. Ковалевської Софії (5.10.1878—1952).
У 1880 році Володимир Марковников почав свої знамениті дослідження кавказької нафти. Йому вдалося залучити до цієї роботи і Лермонтову. Остаточно влаштувавшись у Москві, Юлія Всеволодівна Лермонтова вступила до Російського технічного товариства, в хіміко-технічної групі якого активно працювала до 1888 року.
Лермонтова перша змогла довести перевагу перегонки нафти із застосуванням пари. Проте основною темою її наукової діяльності було глибоке розкладання нафти. Лермонтова разом з хіміком-технологом Олександром Лєтнім вперше в історії хімічної науки звернули увагу на те, що кам'яне вугілля дає світильний гас, гірший за якістю, ніж гас нафтового походження; досвідченим шляхом було доведено, що нафта більше придатна для отримання світильного гасу, ніж вугілля. До наукових заслуг Лермонтової відносяться і її роботи, які зіграли важливу роль в техніці каталізу. Своїми дослідженнями вона першою серед учених-хіміків визначила найкращі умови розкладання нафти і нафтопродуктів для отримання максимального виходу ароматичних вуглеводнів. Дослідження, проведені Лермонтовою, сприяли виникненню перших нафтогазових заводів у Російській імперії.
З 1886 року, залишивши хімію, Лермонтова оселилася у фамільному маєтку Семенково та енергійно займалася сільським господарством.